# TAME Express
TAME Express, también escrito TAME Xpress, fue una subsidiaria de la aerolínea estatal ecuatoriana TAME creada en 2007 que ofrecía vuelos a destinos con poca demanda. Cesó sus operaciones en 2018.  

## Historia
Para ello, en un primer momento alquiló aviones turbohélice de pequeño tamaño (Embraer EMB-120 Brasilia) y tripulación a la aerolínea Saereo.  En marzo de 2009 Saereo deja de operar estas rutas.  En octubre de 2011 TAME retomó el proyecto y aportó dos ATR 42.  La elevada deuda que arrastraba TAME hizo necesario cerrar esta división en 2018.  

## Antigua flota
| Aeronaves                | Total | Introducido | Retirado | Matrículas      |
| ------------------------ | ----- | ----------- | -------- | --------------- |
| ATR 42                   | 2     | 2011        | 2018     | HC-CLT y HC-CMB |
| Embraer EMB 120 Brasilia | 2     | 2007        | 2009     | HC-CDM y HC-CEM |

## Antiguos destinos
| Destinos                                                                             | Aeropuertos                                     | Desde               | Año de cese |
| ------------------------------------------------------------------------------------ | ----------------------------------------------- | ------------------- | ----------- |
| Catamayo, Loja                                                                       | Aeropuerto Ciudad de Catamayo                   | GYE                 | 2018        |
| Cuenca, Azuay                                                                        | Aeropuerto Internacional Mariscal La Mar        | GYE y UIO (vía XMS) | 2018        |
| El Coca, Orellana                                                                    | Aeropuerto Francisco de Orellana                | GYE                 | 2009        |
| El Coca, Orellana                                                                    | Aeropuerto Francisco de Orellana                | GYE (vía LTX) y UIO | 2016        |
| [[Archivo:\|20x20px\|border\|Bandera de Esmeraldas]] Esmeraldas, Esmeraldas          | Aeropuerto Coronel Carlos Concha Torres         | GYE                 | 2018        |
| Guayaquil, Guayas                                                                    | Aeropuerto Internacional José Joaquín de Olmedo | HUB                 | 2018        |
| Latacunga, Cotopaxi                                                                  | Aeropuerto Internacional Cotopaxi               | GYE y OCC           | 2016        |
| Macas, Morona Santiago                                                               | Aeropuerto Coronel Edmundo Carvajal             | UIO                 | 2009        |
| Machala, El Oro                                                                      | Aeropuerto General Manuel Serrano               | UIO                 | 2009        |
| Manta, Manabí                                                                        | Aeropuerto Internacional Eloy Alfaro            | GYE                 | 2018        |
| [[Archivo:\|20x20px\|border\|Bandera de Pichincha]] Quito, Pichincha                 | Aeropuerto Internacional Mariscal Sucre         | HUB secundario      | 2018        |
| [[Archivo:\|20x20px\|border\|Bandera de Santa Elena (Ecuador)]] Salinas, Santa Elena | Aeropuerto General Ulpiano Páez                 | UIO                 | 2018        |
| Tena, Napo                                                                           | Aeropuerto Jumandy                              | UIO                 | 2016        |
| Tulcán, Carchi                                                                       | Aeropuerto Teniente Coronel Luis A. Mantilla    | UIO                 | 2015        |